# Unió Independent de Mallorca
Unió Independent de Mallorca (UIM) fou un partit polític escindit d'Unió Mallorquina el 1990, disconformes amb el pacte d'Unió Mallorquina amb el PP que els feia presentar-se en la mateixa llista a les eleccions, i dirigit per Miquel Pascual que es presentà de manera independent a les eleccions al Parlament de les Illes Balears de 1991 i va obtenir 8.429 vots i un escó. Alhora, a les eleccions municipals del mateix any va obtenir 10.151 vots i 21 regidors (cinc a Marratxí, tres a Sóller, dos a Ses Salines, Son Cervera, Santa Margalida i Sant Llorenç des Cardassar, un a Costitx i un a Pollença. El 1993 es va tornar a unificar amb Unió Mallorquina.